# Доктрина Вулфовіца
Доктрина Вулфовіца — це неофіційна назва початкової версії плану Керівництва з оборонного планування на 1994—1999 фінансові роки (від 18 лютого 1992 року), опублікованої заступником міністра оборони США з питань політики Полом Вулфовіцем і його заступником «Скутером» Ліббі (Ірв Льюїс Ліббі). Не призначений для публічного оприлюднення, був оприлюднений в New York Times 7 березня 1992 року і викликав публічну полеміку щодо зовнішньої та оборонної політики США. Документ був широко розкритикований як імперіалістичний, оскільки окреслював політику унілатералізму та превентивних військових дій для придушення потенційних загроз з боку інших націй і запобігання зростанню диктатур до статусу наддержави.

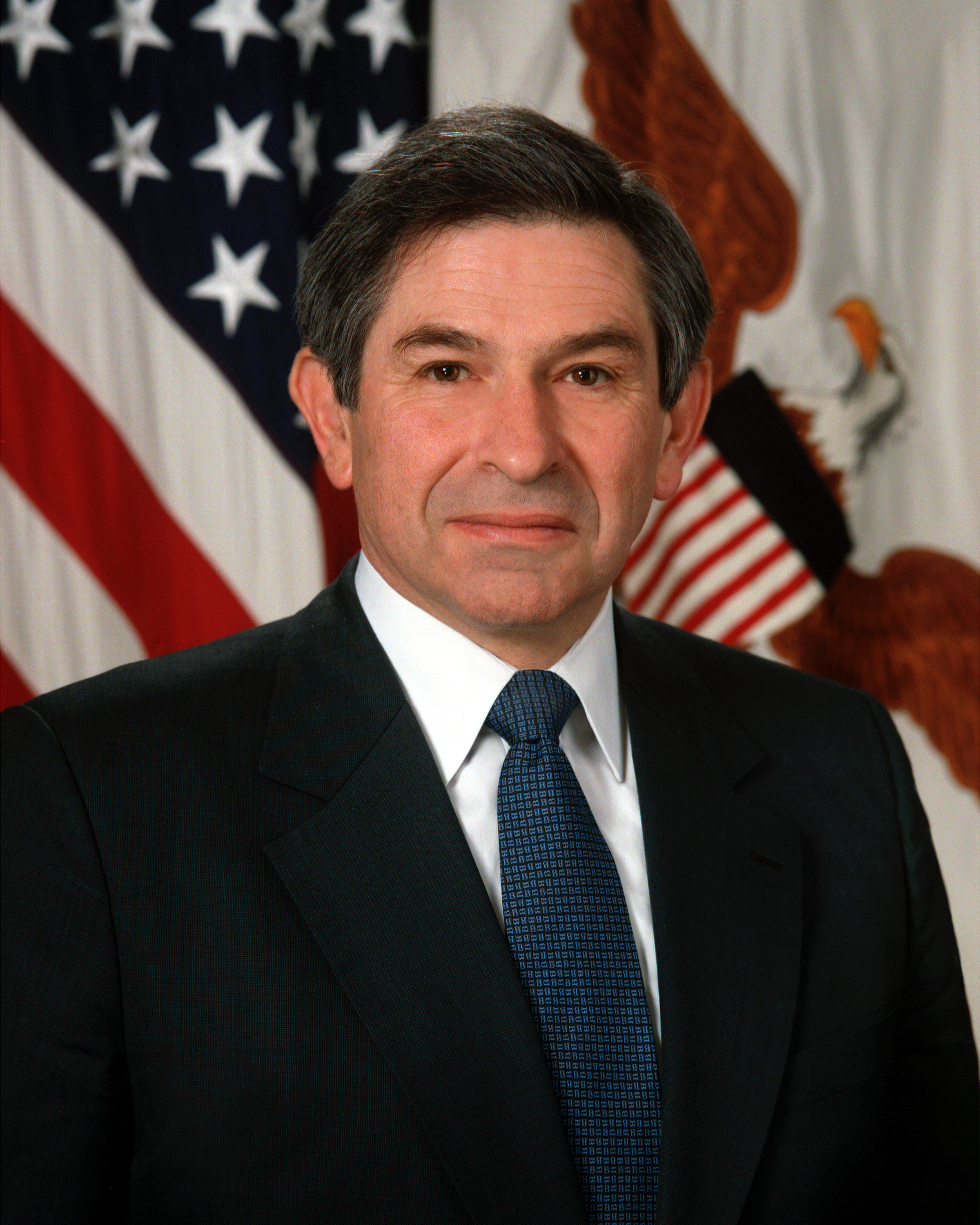
Пол Вулфовіц, автор доктрини

Резонанс був настільки високим, що документ був поспіхом переписаний під пильним наглядом міністра оборони США Діка Чейні і голови Об'єднаного комітету начальників штабів Коліна Пауелла, перш ніж був офіційно оприлюднений 16 квітня 1992 року. Багато з її принципів знову з'явилися в доктрині Буша, яку сенатор Едвард Кеннеді описав як «заклик до американського імперіалізму 21-го століття, який жодна інша нація не може і не повинна прийняти».
В кінцевому рахунку Вулфовіц був відповідальним за Керівництво оборонного планування, оскільки воно було випущено через його офіс і відображало його загальний світогляд. Завдання з підготовки документа лягло на Ліббі, який доручив процес написання нової стратегії Залмаю Халілзаду, члену штабу Ліббі та багаторічному помічнику Вулфовіца. На початковому етапі розробки документа Халілзад запитав думки широкого кола інсайдерів і аутсайдерів Пентагону, включаючи Ендрю Маршалла, Річарда Перла і наставника Вулфовіца в Чиказькому університеті, ядерного стратега Альберта Вольштеттера. Завершивши роботу над проектом у березні 1992 року, Халілзад попросив у Ліббі дозволу розповсюдити його серед інших чиновників у Пентагоні. Ліббі погодилася, і протягом трьох днів проект Халілзада був оприлюднений в New York Times «чиновником, який вважав, що дебати про стратегію після холодної війни повинні бути проведені суспільному дискусі»

## Положення доктрини
Статус супердержави Доктрина проголошує статус США як єдиної у світі наддержави, що залишилася після розпаду Радянського Союзу наприкінці Холодної війни, і проголошує своєю головною метою збереження цього статусу.
Першість Сполучених штатів Доктрина встановлює провідну роль США в новому світовому порядку.
Унілатералізм Доктрина применшує значення міжнародних коаліцій.
Превентивне втручання У доктрині зазначалося право США втручатися, коли і де вони вважали за необхідне. Російська загроза У доктрині підкреслювалася можлива загроза з боку Росії, що відроджується.
Близький Схід та Південно-Західна Азія
Доктрина уточнювала загальні цілі на Близькому Сході та в Південно-Західній Азії.
На Близькому Сході та в Південно-Західній Азії наша загальна мета полягає в тому, щоб залишатися домінуючою зовнішньою силою в регіоні та зберегти доступ США та Заходу до нафти регіону. Ми також прагнемо стримувати подальшу агресію в регіоні, сприяти регіональній стабільності, захищати громадян і власність США, а також забезпечувати наш доступ до міжнародних повітряних і морських шляхів. Як продемонструвало вторгнення Іраку в Кувейт, принципово важливим залишається запобігання домінуванню гегемона або об'єднання сил у регіоні. Особливо це стосується Аравійського півострова. Тому ми повинні продовжувати відігравати певну роль через посилене стримування і посилену безпеку співпраці.